# Жюль Дюпюі
Жюль Дюпюі (фр. Arsene Jules-Emile Juvenal Dupuit; 18 травня 1804, Фоссано, П'ємонт — 5 вересня 1866, XVI округ Парижа) — французький інженер, механік і економіст, один із попередників маржиналізму.

## Біографія
Жюль народився 18 травня 1804 року в Італії (в той час окупованій наполеонівськими військами). Коли Жюлю було 10 років, його сім'я переїхала до Франції. Навчався в Національній школі доріг і мостів (Париж), а у  1822 році закінчив її. Працюючи інженером, проектував дорожні об'єкти, керував будівництвом доріг і водних шляхів, займав посаду Головного директора інженерної служби Парижа і Генерального інспектора Корпусу цивільних інженерів, а в 1843 році отримав за цю діяльність орден Почесного легіону. Згодом зацікавився економікою, а пізніше почав її вивчати, здійснив низку відкриттів, а також опублікував ряд статей з економіки і книгу про вільну торгівлю. Найвідомішою є його робота «Про міру корисності цивільних споруд» (1844 р). Жюль Дюпюі помер 5 вересня 1866 року в Парижі.

## Дослідження у сфері механіки
У 1830-х рр. Ж. Дюпюі провів ряд експериментів по визначенню опору, який виникає в процесі кочення по горизонтальній площині циліндричного котка радіусом, що рівний величині {\displaystyle R}. Обробляючи ці дані, він у 1837 році запропонував формулу для сили тертя кочення, по якій вона обернено пропорційна {\displaystyle {\sqrt {R}}}. Потім почалась активна дискусія (1839—1841 рр.) між Дюпюі і іншим французьким механіком — А. Мореном, показники експериментів якого переконливо підтверджували справедливість формули Кулона (по ній сила тертя кочення обернено пропорційна), після чого роботи Дюпюі по тертю кочення були надовго забуті. Втім, в середині XX ст. фундаментальні дослідження Д. Тейбора (David Tabor) по теорії тертя кочення привели до часткової реабілітації уявлень Дюпюі. Виявилося, що для матеріалів з вираженою недосконалою пружністю (гума, дерево, частково — чавун), для деформування яких характерний пружний гістерезис, формула Дюпюі забезпечує кращий збіг з досвідом, ніж формула Кулона. Дюпюі займався також підземною гідродинамікою, де досліджував диференціальне рівняння, що описує рух ґрунтових вод. Жюль Дюпюі розмірковував над рівнянням ґрунтового потоку, висунувши припущення про сталість вертикальних навантажень. Це припущення активно використовується донині в гідрології.

## Науково-економічні дослідження
Інженерні питання привели Дюпюі до зацікавленості економікою. У цій області він був самоуком. Його стаття «Про міру корисності цивільних споруд» 1844-го року була присвячена пошуку способу рішення оптимального проїзду по мосту. Будучи одним з попередників маржиналізму, Дюпюі представив в статті криву спадної граничної корисності, доводячи неспроможність застосовування способу визначення ефективності (корисності) господарських заходів. Він спростував твердження про корисність цивільних споруд, включаючи мости і дороги, про суму грошових надходжень від їх експлуатації. За його словами, чим більше людей будуть використовувати міст (вищий рівень споживання), тим менше буде готовність людини платити хорошу ціну. По суті, Дюпюі вперше проаналізував надлишок споживача. Це був перший випадок, коли економіст висунув теорію попиту, відштовхуючись від теорії граничної корисності. Хоча крива попиту була виведена до нього, це було лише твердженням, в той час як Дюпюі навів докази через похідну від кривої граничної корисності. Однак, у свою теорію він не включив криву пропозиції. Як економіст, Дюпюі заробив репутацію не стільки на своїй праці «Комерційна свобода» («Commercial Freedom») 1861-го року, яка заявляла про невтручання уряду в справи приватних осіб, в бізнес і торгівлю, скільки на своєму багатому внеску в періодичні видання. Жюль проаналізував потенціал економічного розвитку, бажаючи оцінити чисту економічну вигоду державних послуг, і спробував побудувати основу для теорії корисності і вимірювання похідних добробуту з громадськими роботами. Він також написав статті про монополію та цінову дискримінацію.